# William Legh (1er baron Newton)
Pour les articles homonymes, voir Legh.
William John Legh (19 décembre 1828 - 15 décembre 1898), est un homme politique conservateur britannique et officier volontaire.

## Biographie
Il est le fils de William Legh et le membre d'une ancienne famille du Cheshire. Il siège comme député de Lancashire South de 1859 à 1865 et de Cheshire East de 1868 à 1885. Le 27 août 1892, il est élevé à la pairie en tant que baron Newton, de Newton-in-Makerfield dans le Lancashire.
Le 5 mai 1866, il est nommé lieutenant-colonel pour commander le 4e bataillon administratif, Cheshire Rifle Volunteer Corps, et après sa période de commandement, il est nommé colonel honoraire du bataillon à temps partiel le 25 janvier 1873 .
Lord Newton épouse Emily Jane, fille de Charles Nourse Wodehouse, archidiacre de Norwich, en 1856. Il meurt en décembre 1898, à l'âge de 69 ans, et est remplacé dans la baronnie par son fils aîné Thomas, qui devient ministre du gouvernement. Son arrière-petit-fils, Peter Legh (4e baron Newton), est également un politicien conservateur et ministre du gouvernement. Lady Newton est décédée en 1901 .